# الغابة كوروبي
الغابة كوروبي هي سلسلة مانغا من تأليف ورسم ، فيوكو فوجيو. نُشرت بشكل متسلسل بين فبراير ونوفمبر من عام 1973.
تتكلم السلسلة عن مغامرات طفل يشبه طرزان وأصدقائه في طوكيو الحديثة. تتكوّن من 31 حلقة، و عُرضت في الأصل على قناة تي في أساهي. تشتهر السلسلة بأن التصاميم الأولية لشخصياتها كانت من ابتكار المخرج الشهير هاياو ميازاكي، المعروف بأعمال مثل المخطوفة وجاري توتورو، لكن بسبب مشاركة فوجيكو إف. فوجيو في العمل، تم اعتماد التصاميم النهائية من قبل يوشيو كاباشيما، المعروف بمغامرات جامبا نو بوكين و لوبين الثالث، لغز مامو.
في عام 1989، تم سحب المانغا والأنمي من التداول بعد اعتبار إحدى فصول مانغا أوباكي نو كيوتارو مسيئة عنصريًا بسبب تصويرها للأفارقة، مما أدى فعليًا إلى حظرها في اليابان.
ومع ذلك، أُعيد نشر السلسلة في عام 2010، ضمن مجموعة الأعمال الكاملة لفوجيكو إف. فوجيو، وأصدرت شركة تي ام اس الأنمي على أقراص دي في دي في عام 2015 إلى جانب مسلسل أويمبوشي دينكا، كما صدر إصدار معاد طباعته في عام 2024.

## الوسائط
المانغا
قصة المانغا كانت تُنشر في مجلات تعليمية تابعة لشركة شوغاكوكان من فبراير إلى نوفمبر سنة 1973، وكان هذا بالتزامن تقريبًا مع عرض الأنمي. كما ظهرت القصة في النسخة المسائية من جريدة ماينيتشي شيمبون.
بعد ذلك، بعض الفصول ظهرت ضمن أعمال أخرى لنفس المؤلف، مثل باكيرو كون وبيغ كوروتان في مجموعة أبطال مانغا فوجيكو.
في سنة 1988، نُشرت السلسلة في مجموعة "أرض فوجيكو فوجيو"، لكنها لم تشمل كل الفصول.
في السنة التالية، توقفت عن التداول بالكامل بعد سحب فصل من مانغا أوباكي نو كيوتارو بسبب محتوى اعتُبر مسيء، مما جعل العمل ممنوعًا.
أُعيد نشر المانغا سنة 2010 ضمن مجموعة "الأعمال الكاملة لفوجيكو إف فوجيو"، مع تحذير بخصوص أي محتوى قد يُعتبر عنصريًا، واحتوت هذه النسخة على جميع الفصول وبعض الإضافات.
الأنمي
عرض الأنمي بدأ في 2 مارس 1973 واستمر حتى 28 سبتمبر من نفس السنة. كانت الحلقات تُعرض أسبوعيًا، وكل حلقة فيها فقرتين.
أُعيد عرض المسلسل في منتصف السبعينات وحتى سنة 1989، لكن بعدها توقّف بسبب الجدل حول أوباكي نو كيوتارو، واعتُبر الأنمي أيضًا محظورًا.
قبل صدور نسخة دي في دي من شركة تي ام اس في 2015، ما كان الجمهور يقدر يشوفه إلا من خلال تسجيلات فيديو بجودة ضعيفة نُشرت على الإنترنت.

## طاقم الأداء الصوتي
- كانيتا كيموتسوكي بدور كوروبه.
- كازوكو سوجياما بدور شيشيو ساراري.
- إييكو ماسوياما بدور توريكو ساراري.
- هيروشي أوتاكي بدور المعلم.
- جونكو هوري بدور أوكارا.
- كيسوكي ياماشيتا بدور تايغر.
- كوجي يادا بدور ميتسورو ساراري.
- ماساكو إبيسو بدور تاكاني فوجينو.
- رييكو كاتسورا بدور آكا بي.
- تيتسوأو ميزوتوري بدور باو باو.

- يوشيكو ياماموتو بدور جاكو.